# ایشو (دوره موروماچی)
ایشو (به ژاپنی: 永正 Eishō) نام یک عصر تاریخی ژاپنی بود. این عصر بعد از بونکی و قبل از دایئی (دوره) قرار داشت و از فوریه ۱۵۰۴ تا اوت ۱۵۲۱ میلادی به طول انجامید. در طی این عصر امپراتور گو-کاشیوابارا امپراتور ژاپن بود.